# Avonia rhodesica
Avonia rhodesica är en tvåhjärtbladig växtart som först beskrevs av Nicholas Edward Brown, och fick sitt nu gällande namn av Gordon Douglas Rowley. Avonia rhodesica ingår i släktet Avonia och familjen Anacampserotaceae. Inga underarter finns listade i Catalogue of Life.